# Sœurs du Saint Enfant Jésus
Ne doit pas être confondu avec Sœurs de l'Enfant Jésus - Nicolas Barré, Sœurs de l'Enfant Jésus – Providence de Rouen, Sœurs de l'Enfant-Jésus de Chauffailles, Filles de l'Enfant-Jésus, Oblates du Saint Enfant Jésus, Sœurs de Jésus Enfant, Sœurs du Pauvre Enfant Jésus ou Congrégation des sœurs du Saint Enfant Jésus.
Les sœurs du Saint Enfant Jésus (en latin : Congregatio Sororum a Sancto Puero Jesu) forment une congrégation religieuse féminine enseignante de droit diocésain fondée à Reims par Nicolas Roland en 1670.

## Histoire

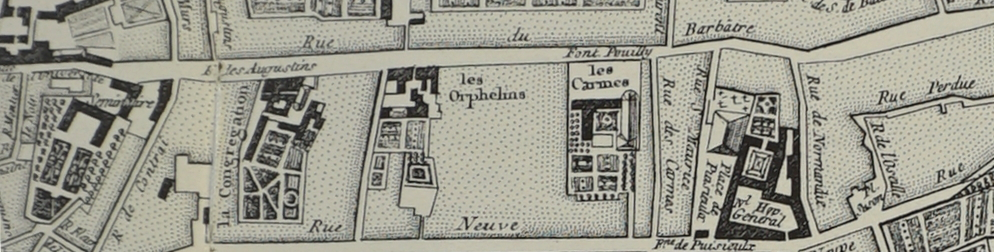
Emplacement de la congrégation en 1775

En 1670, le chanoine Nicolas Roland (1642-1678) soutient un orphelinat fondé à Reims et demande au Père Nicolas Barré qu'il envoie deux Sœurs de l'Enfant Jésus de Rouen. Le 27 décembre de la même année, Françoise Duval et Anne Le Cœur arrivent pour instruire les enfants. En 1675, le chanoine Roland obtient l'autorisation de la ville de Reims et de l'archevêque de Reims, Charles-Maurice Le Tellier, d'ouvrir des écoles pour filles tout en s'engageant à poursuivre de s'occuper de l'orphelinat.
Le 27 avril 1678, Nicolas Roland meurt à 36 ans et désigne Jean-Baptiste de la Salle comme son exécuteur testamentaire. Pour obtenir une reconnaissance légale de la congrégation, celui-ci obtient de Charles-Maurice Le Tellier, qu'il use de son influence, étant le frère de Louvois et du chancelier Le Tellier. Les lettres patentes, signées par le roi Louis XIV, sont enregistrées et délivrées au parlement de Paris le 17 février 1679.
Les constitutions religieuses sont rédigées par Charles-Maurice Le Tellier et Jean-Baptiste de la Salle et promulguées le 12 novembre 1683. La congrégation devenant de droit diocésain, les sœurs sont autorisées à prononcer des vœux le 8 février 1684.
Au début de la Révolution, elles ne sont pas inquiétées car considérées comme laïques, mais sont dispersées en 1791 par l'évêque constitutionnel de Reims, Nicolas Diot, parce qu'elles refusent de prêter serment à la constitution civile du clergé. La congrégation est restaurée après 1803 à la demande des autorités municipales de Reims. Elle reçoit de nouvelles constitutions approuvées le 2 juillet 1823 par Jean-Charles de Coucy et un décret de Charles X de 1827 leur donne une existence légale.
Les sœurs ouvrent une mission au Tchad en 1969.

## Activités et diffusion
Elles sont présentes dans le diocèse de Reims avec la maison-mère rue du Barbâtre à Reims.